# Lotnicze urządzenia naziemne
Lotnicze urządzenia naziemne (LUN) – obiekty i urządzenia do kierowania, kontroli, nadzoru i zabezpieczenia obsługi ruchu lotniczego.
LUN dzielą się na klasy:
1. Urządzenia łączności (radiokomunikacyjne) – COM, zapewniające co najmniej:
  - ruchomą analogową i cyfrową łączność pomiędzy statkami powietrznymi a stacjami zainstalowanymi na powierzchni ziemi, pokładzie statku powietrznego lub platformie morskiej, wykorzystujące fale radiowe, przeznaczone dla ruchomej służby lotniczej,
  - stałą łączność zapewniającą transmisję danych i głosu pomiędzy określonymi lotniczymi stacjami stałymi, połączonymi ze sobą liniami telekomunikacyjnymi, przeznaczone dla służb zarządzania ruchem lotniczym,
  - automatyczną rejestrację korespondencji pochodzącej z powyższych urządzeń,
2. Urządzenia radiolokacyjne (dozorowania) – SUR, zapewniające informację o pozycji, identyfikacji i statusie statków powietrznych w przestrzeni pokrycia albo pojazdów naziemnych i statków powietrznych znajdujących się w polu ruchu naziemnego, w szczególności: 
  - PSR (Primary Surveillance Radar) – pierwotne radary dozorowania,
  - SSR (Secondary Surveillance Radar) – wtórne radary dozorowania, c) SMR (Surface Movement Radar) – radary kontroli ruchu naziemnego,
  - ADS (Automatic Dependent Surveillance) – automatyczne systemy dozorowania zależnego,
  - WAM (Wide Area Multilateration) – multilateracyjne systemy dozorowania obszarowego lub LAM (Local Area Multilateration) – multilateracyjne systemy dozorowania lokalnego;
3. Urządzenia radionawigacyjne (pomoce radionawigacyjne) – NAV,  zapewniające statkom powietrznym w przestrzeni pokrycia informację o ich pozycji, w szczególności:
  - NDB (Non-Directional Beacon) – radiolatarnie bezkierunkowe,
  - VOR (VHF Omni-directional Radio Range) – radiolatarnie ogólnokierunkowe lub DVOR (Doppler VHF Omni- -directional Radio Range) – dopplerowskie radiolatarnie ogólnokierunkowe,
  - DME (Distance Measuring Equipment) – radioodległościomierze,
  - ILS LOC/ILS LLZ (Instrument Landing System – Localizer) – radiolatarnie kierunku systemu ILS,
  - ILS GP/ILS GS (Instrument Landing System – Glide Path/Slope) – radiolatarnie ścieżki schodzenia systemu ILS;
  - GBAS (Ground Based Augmentation System) – systemy wspomagające oparte na urządzeniach naziemnych
4. Wzrokowe pomoce nawigacyjne – VAN, zapewniające statkom powietrznym pomoce nawigacyjne zainstalowane na stałe na terenie albo w rejonie lotniska, w skład których wchodzą: 
  - świetlne systemy podejścia (Approach Lighting Systems):
    - uproszczone,
    - precyzyjnego kategorii I, – precyzyjnego kategorii II/III,

  - systemy świateł drogi startowej, w których skład wchodzą światła: 
    - krawędzi drogi startowej,
    - progu drogi startowej oraz światła poprzeczki skrzydłowej,
    - końca drogi startowej,
    - osi drogi startowej,
    - strefy przyziemienia,

  - systemy wzrokowych wskaźników ścieżki podejścia, w których skład wchodzą: 
    - wskaźniki ścieżki podejścia precyzyjnego PAPI (Precision Approach Path Indicator), zwane dalej „PAPI”,
    - uproszczone wskaźniki ścieżki podejścia precyzyjnego APAPI (Abbreviated Precision Approach Path Indicator), zwane dalej „APAPI”,

  - systemy świateł drogi kołowania, w których skład wchodzą światła: 
    - osi drogi kołowania,
    - krawędzi drogi kołowania,
    - poprzeczki zatrzymania,
    - pośredniego miejsca oczekiwania,
    - ochronne drogi startowej,
    - wskazania drogi szybkiego zjazdu RETILS,

  - systemy podświetlanych znaków pionowych,
  - systemy świetlne lotnisk dla śmigłowców, w których skład wchodzą: 
    - systemy świateł strefy końcowego podejścia i startu FATO (Final Approach and Takeoff Area),
    - systemy świateł strefy przyziemienia i oderwania od ziemi TLOF (Touchdown Lift-Off Surface),
    - świetlne systemy podejść do lądowania dla śmigłowców,
    - świetlne systemy naprowadzania,
    - wskaźniki ścieżki podejścia dla śmigłowców HAPI (Helicopter Approach Path Indicator);
5. Automatyczne systemy pomiarowe parametrów meteorologicznych – MET, zapewniające dane meteorologiczne dla potrzeb służb żeglugi powietrznej, w szczególności: 
  - systemy AWOS (Automated Weather Observing System) kategorii 1–3 na lotniskach z drogami startowymi przeznaczonymi dla operacji w kategorii I–III precyzyjnych podejść i lądowań,
  - systemy AWOS przeznaczone dla operacji nieprecyzyjnych podejść i lądowań,
  - radary meteorologiczne, d) systemy detekcji i lokalizacji wyładowań atmosferycznych;
6. Urządzenia i systemy przetwarzania i zobrazowania danych – DP, zapewniające przetwarzanie i zobrazowanie danych dozorowania i danych o planach lotów w celu operacyjnego zabezpieczenia żeglugi powietrzne.